# Gironella
Pour les articles homonymes, voir Gironella (homonymie).
Gironella est une commune de la communauté de Catalogne en Espagne, située dans la Province de Barcelone. Elle appartient à la comarque de Berguedà.

## Géographie
{…}

## Galeria de fotos

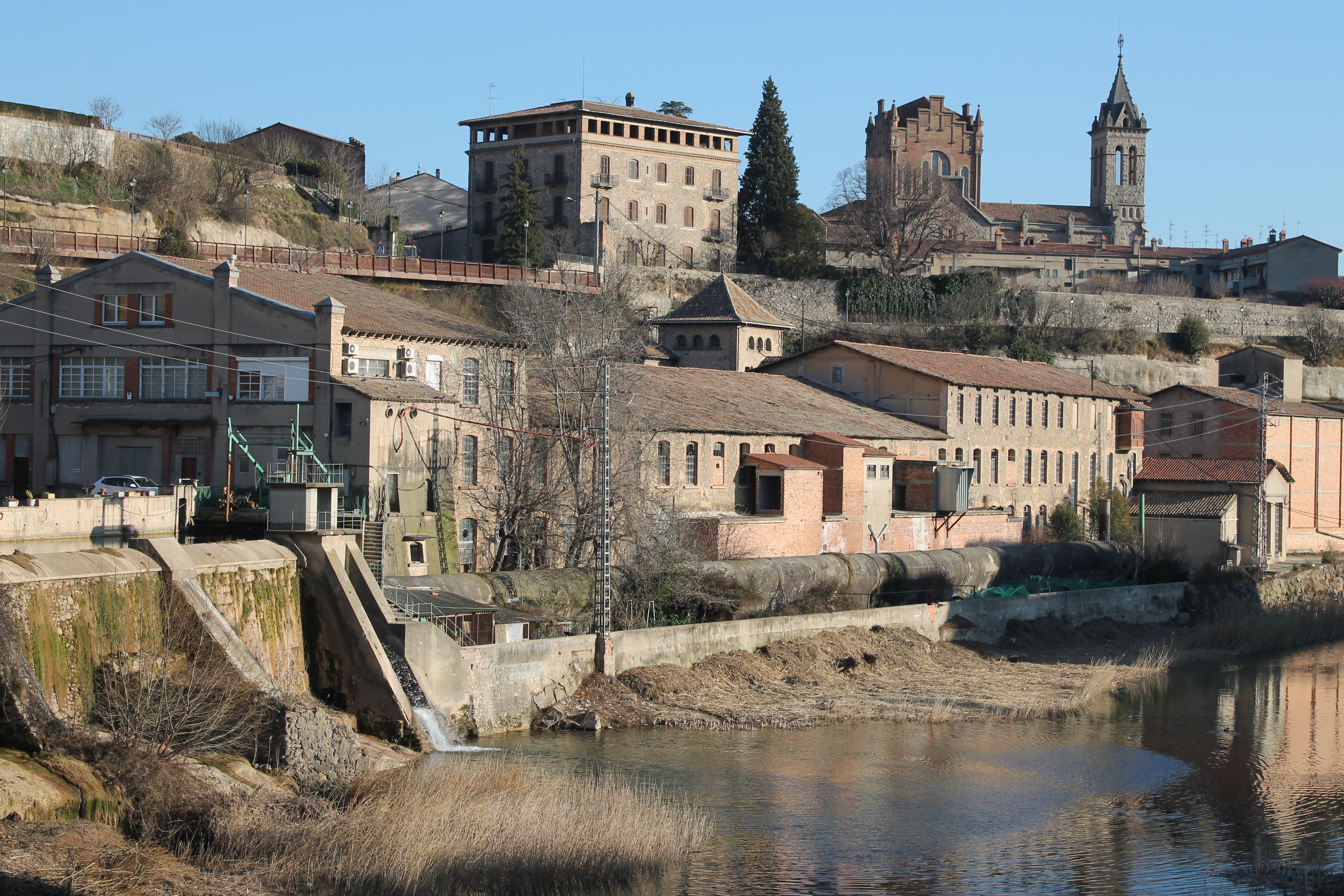
Cal Metre amb l'església de Santa Eulàlia
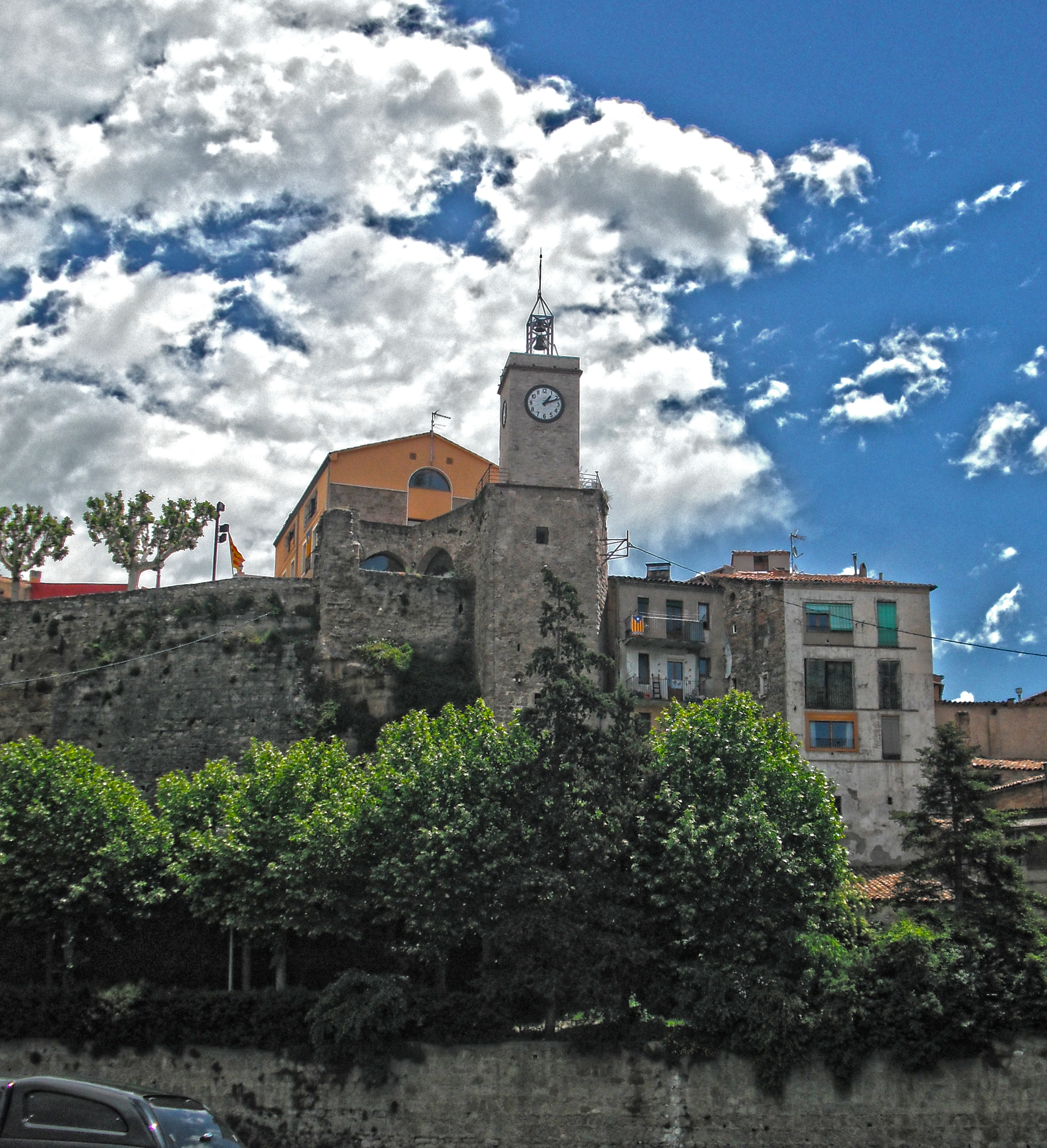
Castell de Gironella
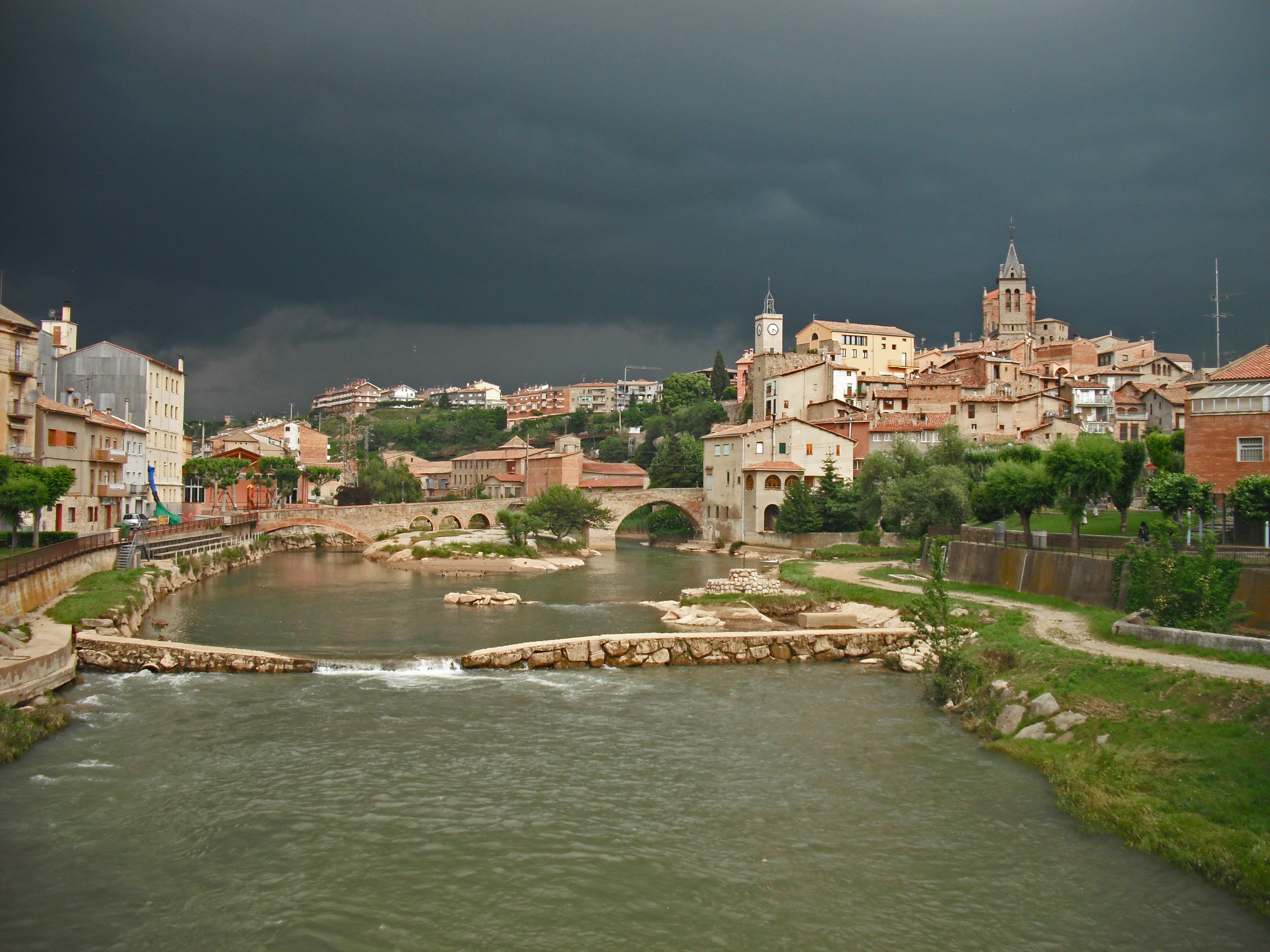
Gironella després de la tempesta
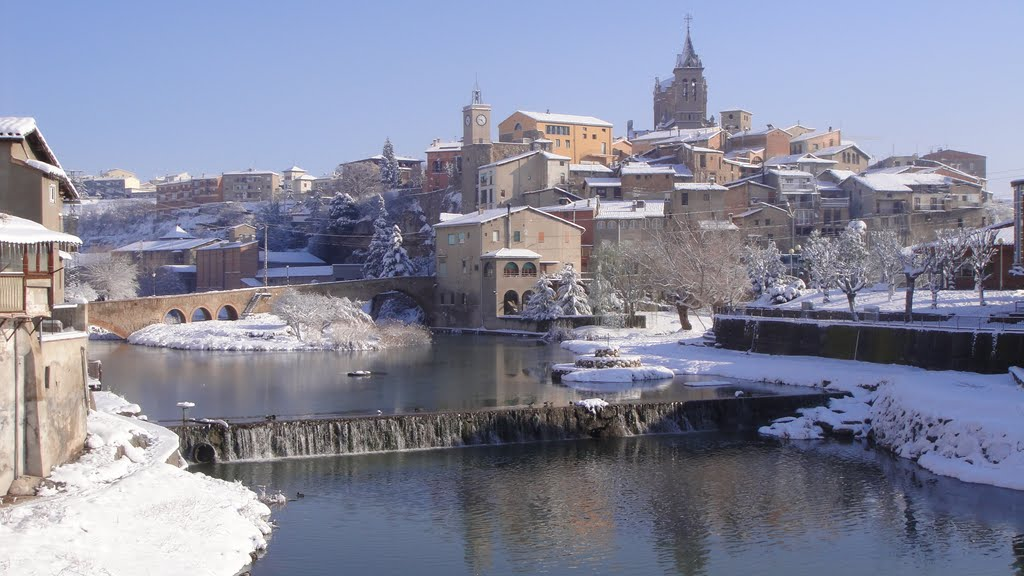
Gironella nevada
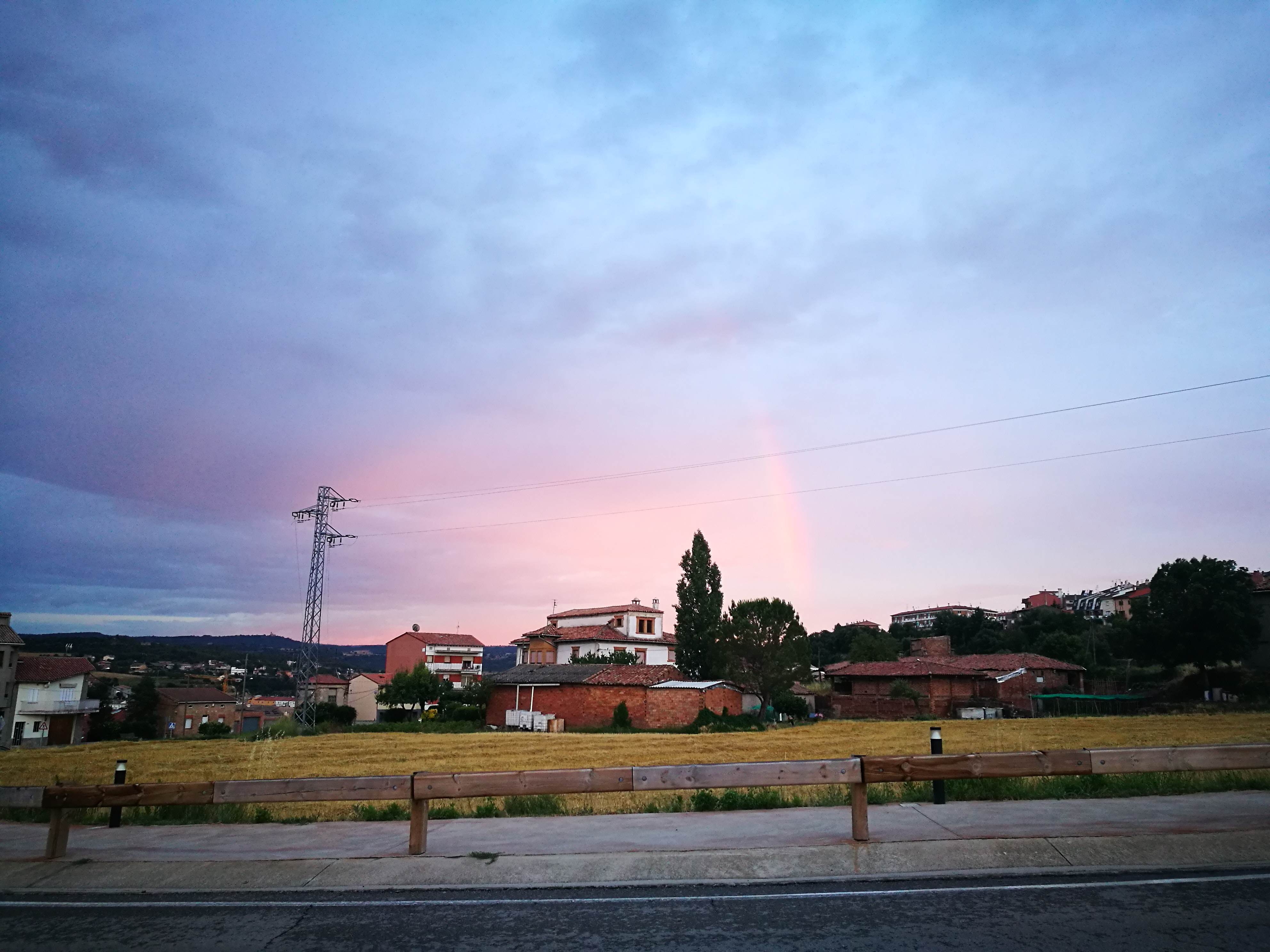
Posta de sol a Gironella
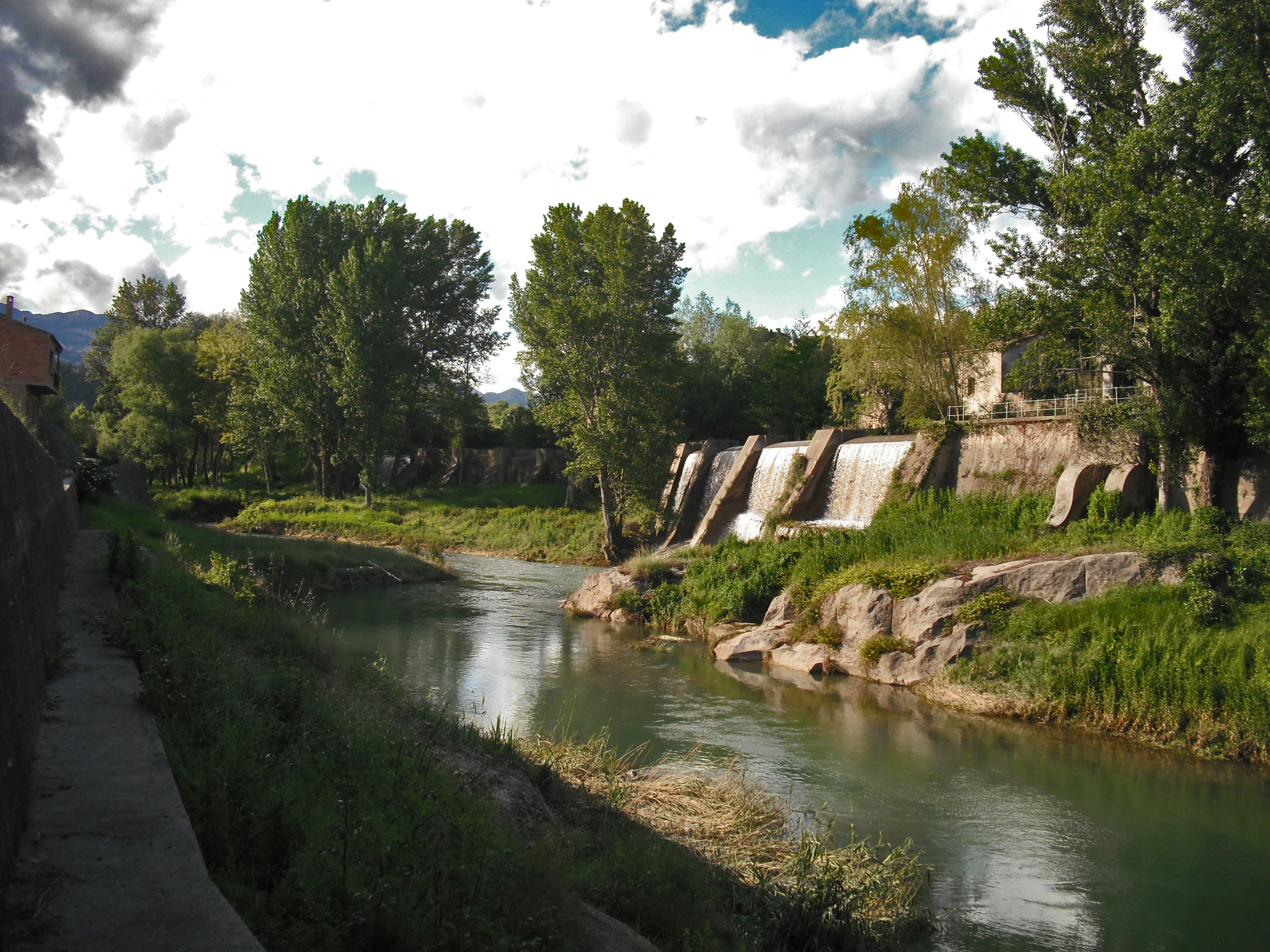
Llobregat a Gironella amb resclosa
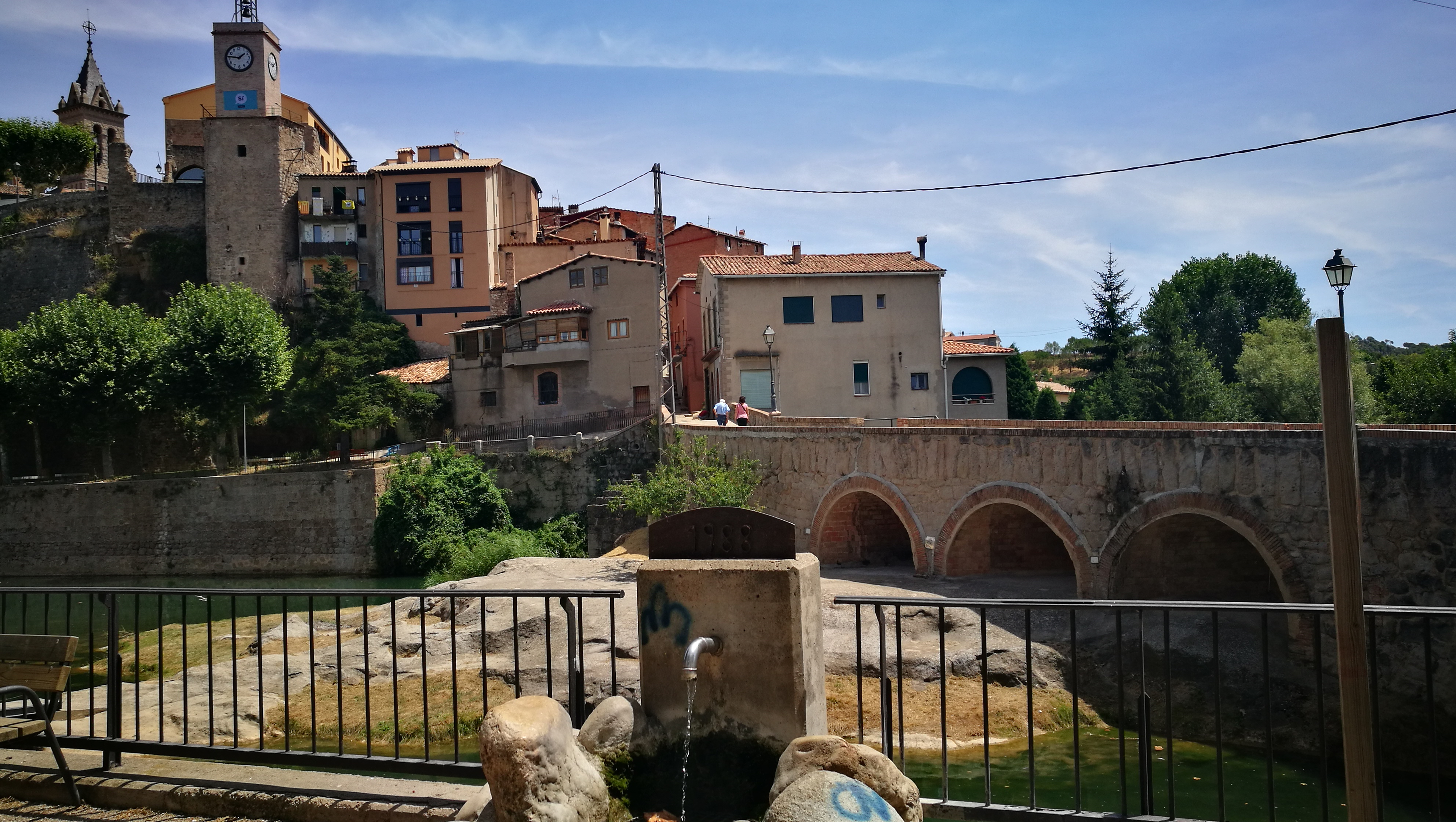
Gironella des del Racó de Cal Paco
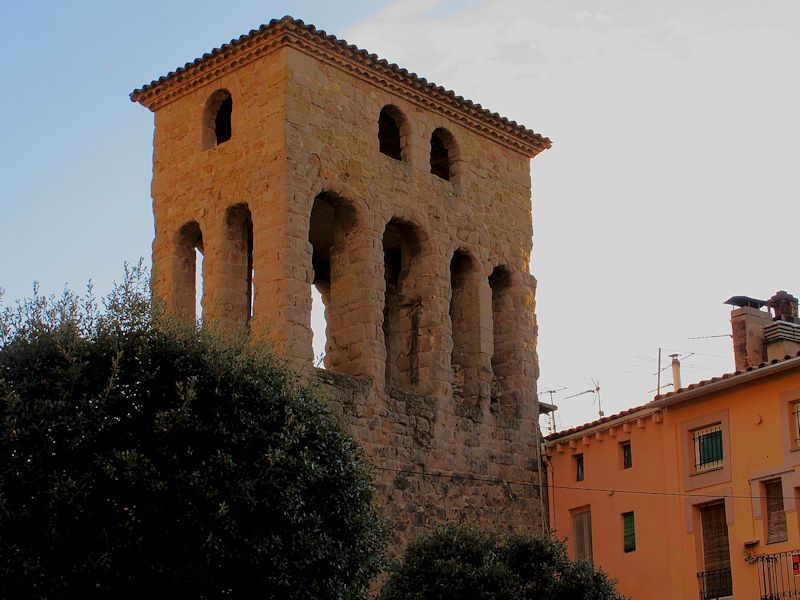
Campanar de l'església vella de Gironella